# DJ Sammy

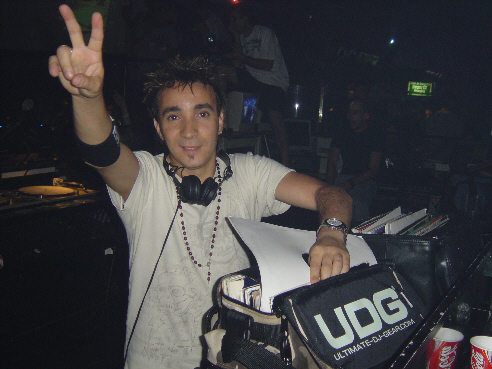
DJ Sammy

DJ Sammy (egentligen Samuel Bouriah), född 19 oktober 1969 på Mallorca, är en spansk DJ som spelar dancemusik. Han har haft fem Top 10 hits. Han är mest känd för sin cover på Bryan Adams låt Heaven, the Heaven (Candlelight Mix), Rise Again och en cover av Don Henleys The Boys of Summer. Karriären startade med Marie-José van der Kolk och skapandet av den första singeln under artistnamnet DJ Sammy feat. Carisma. Han är gift med Marie och de har en dotter tillsammans.

## Karriär
DJ Sammy började sin musikaliska karriär 1984 på danceklubbar i Mallorca. Han spelade på klubbar som Alexandra's (som återuppbyggdes runt 1998/99 och bytte då namn till Boomerang's), Banana's och Zorba's. Under denna tid utbildade han sig till ljudtekniker vid Mallorca Music College. Han var även DJ på radiostationen Cadena Top. Kring 1991 mötte han sångerskan Marie José, och de uppträdde tillsammans på Zorba's Club i Palma. 1992 blev DJ Sammy fast DJ på Joy Palace Club i Arenal.
I november 1995 släpptes hans första singel Life Is Just A Game med Marie José. Låten gick upp på top 10-listorna i den spanska hitlistan. Andra singlar som han gett ut, som exempelvis You're My Angel and Prince Of Love, har haft stor framgång på de tyska hitlistorna.
I juni 1998 släpptes debutalbumet Life Is Just A Game. Albumet mottogs positivt över hela Europa.
DJ Sammy har skapat det egna musikförlaget Super M Records, liksom Gamba Music Company.
Han har även arbetat med Soraya Arnelas album, Sin Miedo.

## Diskografi

### Album
- Life Is Just A Game (1998)
- DJ Sammy At Work (1998)
- Heaven (2002) (#1 UK, #25 vid återingtåg på Top 40) #67 USA
- The Rise (2005)
- Animal (2011?)

### Singlar
- Life Is Just A Game 1995
- You're My Angel 1996
- Prince Of Love 1997
- Golden Child 1997
- Magic Moment 1998
- In 2 Eternity 1999
- Heaven 2001 (#1 UK, #4 AUS, #5 FRN, #8 U.S. - cover av Bryan Adams' Heaven)
- The Boys of Summer 2002 (#2 UK, #10 AUS - cover av Don Henleys låt The Boys of Summer)
- Sunlight 2002 (#8 UK, #40 AUS)
- Rise Again 2004 (#7 CAN, #1 SPN)
- Why 2005 (#7 UK, #29 AUS - cover av Annie Lennoxs låt Why)
- L'bby Haba 2005
- Everybody Hurts 2007 (cover av R.E.M.:s låt "Everybody Hurts")
- Call me 2008
- "Look for Love" 2011